# Réseau isofréquence synchrone
Un réseau isofréquence synchrone est un réseau radiophonique émettant en modulation de fréquence et organisé de façon linéaire afin de permettre une émission sans changement de fréquence sur plusieurs centaines de kilomètres.

## But
Le but de cette technique est d'émettre sur une même fréquence radio le long d'un axe linéaire. En effet, il est impossible, en FM traditionnelle, d'émettre avec une qualité convenable à plus de quelques dizaines de kilomètres (dégradation de la qualité de réception), ni de multiplier les points d'émissions (risque d'interférences et donc de brouillage).

## Historique
Ce principe a été lancé en France, à l'occasion de la création des radios autoroutières au tout début des années 1990. À cette époque, les radios FM sont très nombreuses et peu de fréquences sont libres. Le problème étant d'autant plus difficile qu'il s'agit de couvrir un vaste territoire. La diffusion en Grandes Ondes n'est pas adaptée car elle est trop étendue et interdit la diffusion d'information trafic locale ou régionale. Peu d'autoradios à l'époque sont équipés du Radio data system (RDS) et notamment de la fonction AF (fréquences alternatives) qui permet le changement automatique de fréquence au fur et à mesure d'un trajet.  
La société STIC a été la première à mettre en œuvre des réseaux isofréquence sur la fréquence 107,7 MHz pour la société Cofiroute. Ainsi les premières diffusions en isofréquence datent du 1er juillet 1991 sur l'autoroute A10 entre Orléans et Tours, et sur l'autoroute A11 entre Luigny et Le Mans, deux sections des concessions autoroutières de Cofiroute.
La société Télédiffusion de France a, par la suite, conçu un réseau utilisant une fréquence unique (107,7 MHz en FM), constitué d'émetteurs répartis tous les 7 à 10 km le long de certains réseaux autoroutiers de France. Le principe du réseau « isofréquence synchrone » permet de gérer les problèmes inhérents à une telle structure.

## 107,7 MHz sur les autoroutes françaises
Sur différents réseaux autoroutiers français, des radios d'autoroutes sont exploitées sur la fréquence 107,7 MHz, sept jours sur sept et vingt-quatre heures sur vingt-quatre:
- Autoroute Info dans le nord-est
- Radio Sanef au nord de Paris
- Vinci Autoroutes dans la moitié sud et dans la moitié ouest
- Normandie trafic sur l'A88
- Autoroute de Gascogne FM sur l'A65
- Radio Atlandes autoroute sur l'A63.

## Principe

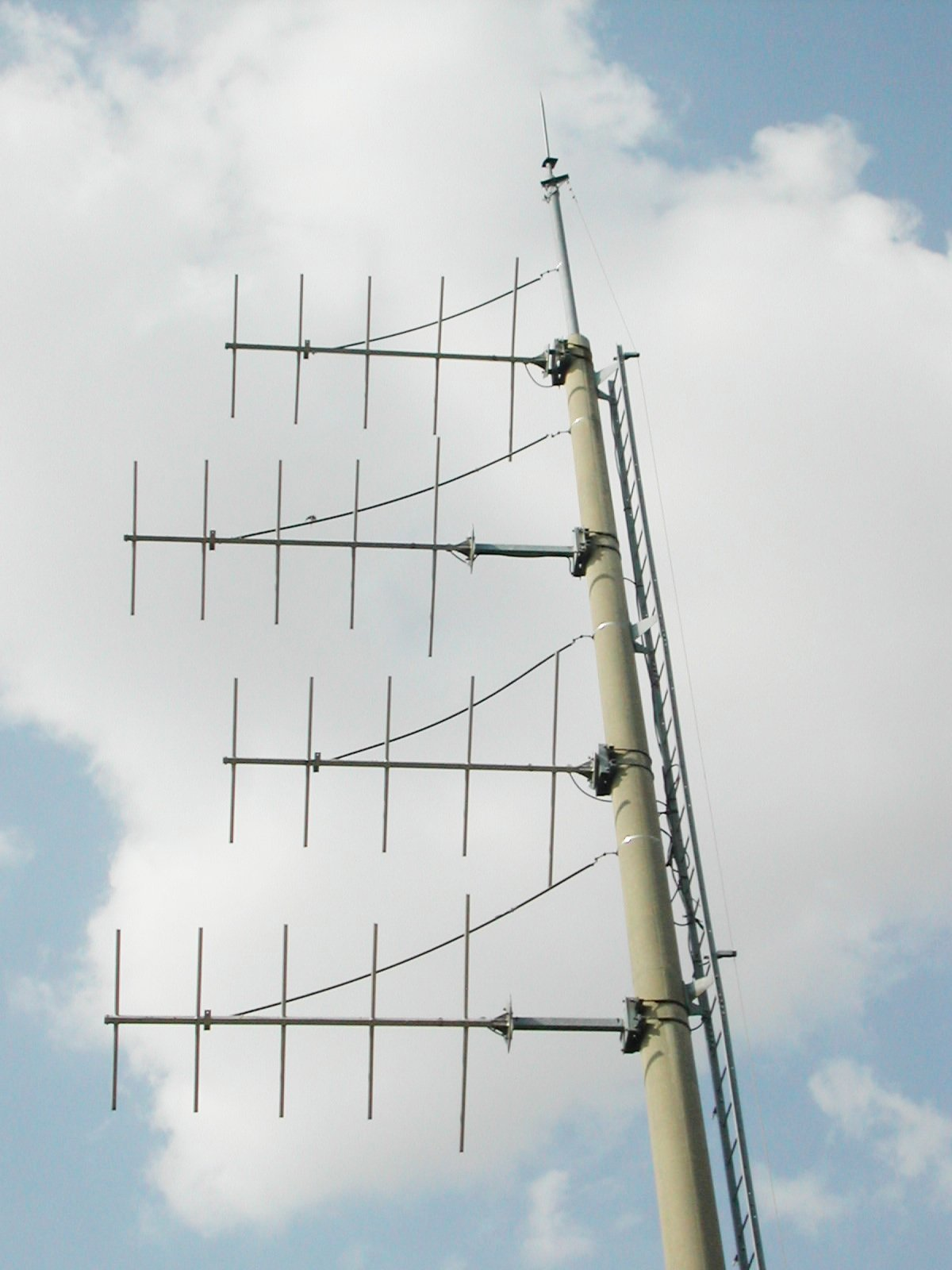
Une antenne directionnelle à faible puissance, utilisée sur le réseau autoroutier français et installée par la société STIC.

La fréquence utilisée est « strictement » la même sur tous les émetteurs, afin d'éviter le phénomène de battement qui apparaît en cas de superpositions de deux fréquences proches.
La phase des signaux émis par des émetteurs proches est contrôlée de façon que la zone de recouvrement des émissions soit constructive (elles se renforcent mutuellement). Cela n'est possible que dans le cas d'un ruban autoroutier : à l'échelle de la zone d'émission, les interférences suivent en effet des arcs hyperboliques, symétriques par rapport à la ligne droite reliant deux émetteurs. Autour de cette ligne alternent donc des zones de compositions constructives et destructives.
La zone d'émission doit donc être ramenée à une succession de lignes droites, ce qui, dans le cas d'une autoroute, est facilement réalisable par l'implantation d'une succession d'antennes émettrices.
Les émetteurs sont des antennes très directives, utilisant une faible puissance, réparties en moyenne tous les 7 km (1 000 antennes sur 7 000 km d'autoroutes concédées, en France).
Chaque émetteur reçoit le signal sous une forme numérique (via des fibres optiques, un réseau hertzien ou un satellite), qui contient notamment des références temporelles, permettant de synchroniser l'émission.
La composition des phases est alors commandée par un retard permettant d'introduire un décalage de l'émission. Ce retard correspondant au temps que mettent les ondes, radios pour atteindre la zone de recouvrement permettant d'effectuer une composition constructive.
Les cas particulier des tunnels, où les antennes sont inadaptées, est réglé par l'emploi de câbles rayonnants.